# Mariner (böngészőmotor)
A Mariner egy ma már törölt böngészőmotor-fejlesztési projekt. Ez a fejlesztés arra irányult, hogy a Netscape Communicator webböngésző motorját jobb képességekkel ruházzák fel és stabilabbá tegyék. A Marinert 1998 márciusában nyílt forrásúvá tették, amikor a Netscape felszabadította a kliens kódját és elindult a Mozilla projekt.
A Marinerben már volt oldal újratöltés (ez nagyon hiányzott az előző Netscape-verziókból), és a szövegeket, táblázatokat is sokkal gyorsabban rajzolta meg a képernyőn. Ezeken túl a DOM (level 1) támogatás és a stabilitás is sokkal jobb lett. A HTML és CSS értelmezésen erősítettek, bár ez a Mariner projektnek nem volt technikailag része.
A Marinert eredetileg a Netscape Communicator 5.0-ba szánták, és csak az ezt követő verzióba az új böngészőmotort az NGLayout-ot (melyet most Geckóként ismerünk). 1998 októberében a Netscape végül úgy döntött, hogy a régi motort mellőzi, és inkább az új NGLayoutot fejleszti a továbbiakban. A Mariner fejlesztése nem folyt tovább, a Netscape Communicator 5.0 és a motor soha nem jelent meg. A Netscape következő főverziója (a 4-es után) a Geckóval szállított Netscape 6 volt (2000 novemberében).

## Külső hivatkozások
- A Mariner projekt oldala (nem frissítik)